# Hitachi Rail Italy
Hitachi Rail Italy (tidligere AnsaldoBreda S.p.A.) er en italiensk togproducent, der indtil 2015 var en del af Finmeccanica-koncernen, og er i dag ejet af Hitachi. Hitachi Rail Italy fremstiller lokomotiver, togsæt, højhastighedstog, sporvogne og førerløse metrotog.
Hitachi Rail Italy blev dannet i 2001 ved fusion mellem Ansaldo Trasporti og Breda Costruzioni Ferroviarie, der begge var store italienske industrivirksomheder, der havde produceret tog siden hhv. 1854 og 1886.
Hitachi Rail Italy har 2400 ansatte. Firmaet har produktionsfaciliteter i Napoli, Pistoia, Reggio Calabria og Palermo.

## Produkter
Hitachi Rail Italy har produceret de førerløse metrotog, der benyttes i Københavns Metro, samt er i brug eller i ordre til metrosystemerne i Brescia, Milano, Riyadh, Rom, Taipei og Thessaloniki. Selskabet har også leveret togsæt til Madrid Metro.
Selskabet producerer IC4-togsættet og dets “lillebror“ IC2 til DSB. Disse tog har været plaget af store leveringsproblemer med årelange forsinkelser.
To af selskabets højhastighedstog ETR 500, der benyttes i Italien, samt V250, der er i ordre til brug i Nederlandene og Belgien, men som ligesom IC4 er meget forsinket og i 2013 blev leverancen af yderligere togsæt afvist, da de ikke er pålidelige nok
Ellokomotivserien FS Class E403 benyttes ligeledes i Italien.
Hitachi Rail Italy producerer også sporvognsserien Sirio, der benyttes flere steder i Europa, herunder Athen, Göteborg, Firenze, Milano. Sporvognene T-68 og T-69 benyttes udelukkende i Storbritannien.